# La Puye

La Puye este o comună în departamentul Vienne, Franța. În 2009 avea o populație de 584 de locuitori.